# O Narrador
O Narrador foi um reality show, exibido em 2009 pela TV Esporte Interativo, que visou revelar um novo narrador para a emissora. Este foi o primeiro reality show de narração da televisão brasileira.
Para participar do programa, o candidato deveria enviar a narração de um gol. A produção do programa selecionou oito, que foram os participantes do reality show,

## A disputa
A disputa funcionou da seguinte maneira: Após a produção escolher um jogo para ser narrado, um dos participantes narrava o primeiro tempo e outro narrava o segundo tempo. Depois era aberta a votação para o público escolher quem deveria sair do programa,

## Final
O capítulo final do reality show foi ao ar no 31 de julho de 2009, e mostrou a disputa entre Rodrigo Viana e Rafael Araldi, que narraram uma partida do Milan contra a Inter de Milão, O vencedor foi Rafael Araldi, com 53% dos votos, que passou a integrar o quadro de narradores da emissora carioca.